# Bihari (écriture)
Pour les articles homonymes, voir Bihari (homonymie).
Le style bihari est un des styles calligraphiques arabes développé en Inde.
Ce style est typique du nord de l’Inde après la conquête de Tamerlan au XIVe siècle jusqu’au début de l’Empire moghol au XVIe siècle.

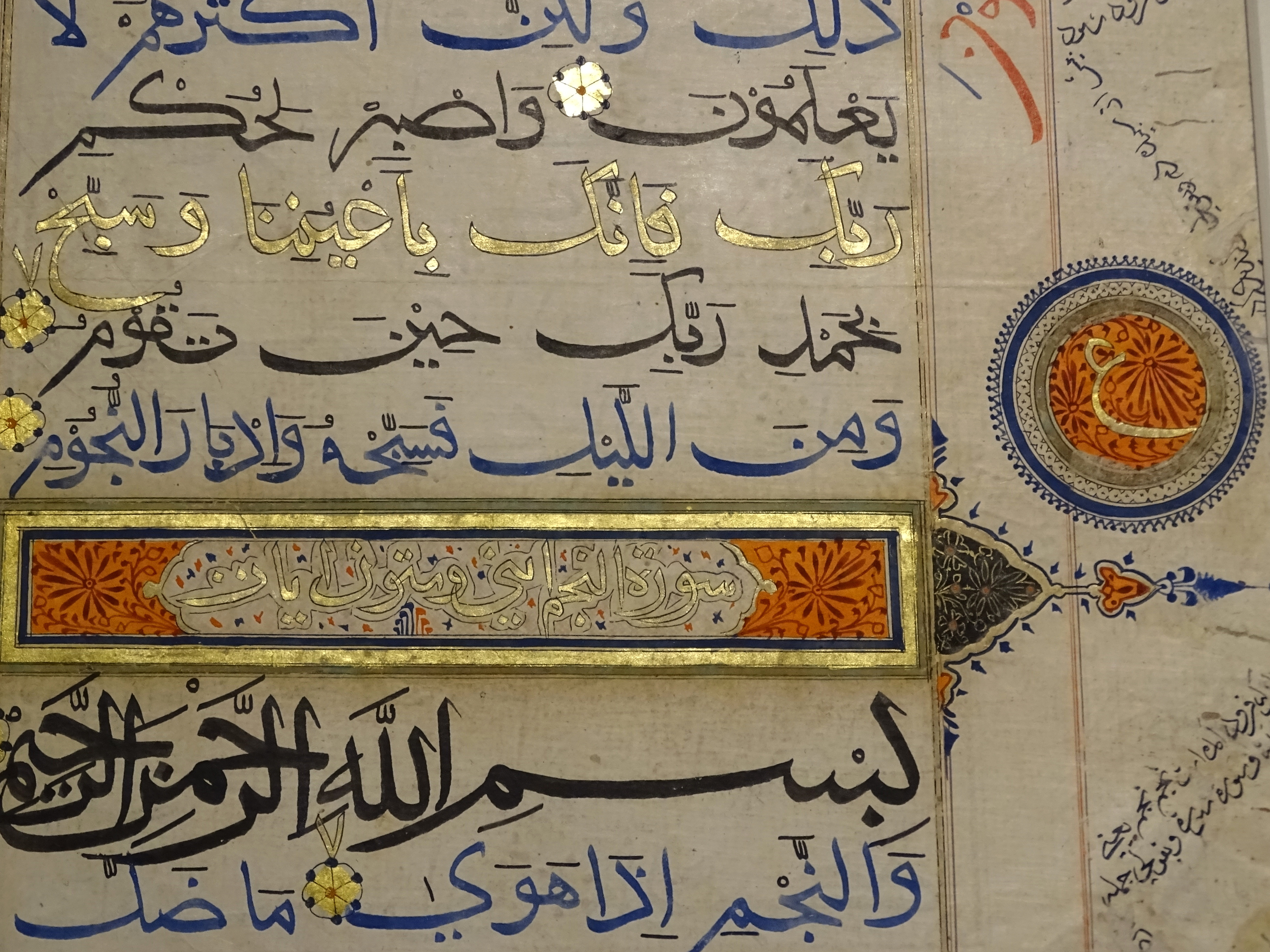
Page du Coran en bijhari.

## Caractéristiques
Le style bihari est une variété du naskh.
C'est un style intermédiaire entre les formes anguleuses du Kufi primitif et celles plus arrondies des écritures cursives.
L'écriture forme des lignes horizontales épaisses le long de la ligne d'écriture, qui contrastent avec des verticales plus fines ; les traits inférieurs restent courts.
- Les lettres ṣād/ḍād ‹ ص ض › et ṭāʾ/ẓāʾ ‹ ط ﻅ › forment des boucles très allongées.
- Les lettres bouclées fāʾ/qāf ‹ ف ق ›, ʿayn/ġayn ‹ ع غ › et wāw ‹ و ›[3], ainsi que mīm en début de mot, forment des boucles triangulaires.
- Le nūn forme une boucle large mais peu profonde sous la ligne d'écriture.
- Le mīm final se termine par une queue droite descendant en oblique par rapport à la ligne d'écriture.

Les diacritiques indiquant les voyelles forment des traits fins horizontaux.
Les lettres sont souvent écrites au-dessus ou à l'intérieur d'autres lettres. Ce rythme visuel particulier, qui semble faussement irrégulier, ainsi que l'alternance entre lettres à angles vifs et boucles exagérées, produit une impression générale de désordre, du moins au premier coup d'œil ; il s'agit en réalité d'une esthétique de contraste, faisant alterner pleins et déliés, courbes et angles, densité et vide. 

## Étymologie
L’origine  du  terme  bihârî  est  énigmatique.
En arabe, بِهَارِيٌّ /bi.haː.rij.jun/ est (de par sa finale en -iyy) un qualificatif désignant un objet ayant un lien ontologique avec quelque chose de la racine بَهَرَ  (bahara), typiquement le nom verbal بَهْرٌ (bahrũ) /bah.run/ qui peut avoir des sens multiples (splendeur / victoire / distance / étonnement / ...).
Le sens le plus probable est qu'il s'agit de « l'écriture du Bihar », état du nord-est de l'Inde.
Cependant aucune  tradition de copie de manuscrits n’est avérée dans cette province.
Alternativement, le terme peut signifier « l'écriture étonnante », faisant référence à ses jeux de contrastes.